# Pilea falcata
Pilea falcata är en nässelväxtart som beskrevs av Frederik Michael Liebmann. Pilea falcata ingår i släktet pileor, och familjen nässelväxter. Inga underarter finns listade i Catalogue of Life.